# Джош Раян Еванс
Джошуа Раян Еванс (англ. Joshua Ryan Evans; нар. 10 січня 1982, Гейвард, Каліфорнія, США — 5 серпня 2002, Сан-Дієго, Каліфорнія, США) — американський актор, який став відомим завдяки ролі Тіммі Ленокса в мильній опері «Пристрасті». Еванс знімався в «Пристрастях» з 17 до 20-ти років, але він мав вигляд і голос маленької дитини через ахондроплазію, форму карликовості. Його зріст становив 97 см.

## Раннє життя та кар'єра
Еванс народився в Гейварді, штат Каліфорнія, і почав свою кар'єру в дванадцять років, з'являючись у різноманітних телевізійних рекламних роликах. У 1999 році він дебютував у кіно, граючи малюка у фільмі «Геніальні малюки». Наступного року він зіграв роль молодого Ґрінча (персонажа Джима Керрі) у фільмі «Як Ґрінч украв Різдво». Він також з'явився в ролі Генерала Мізинчика в оригінальному фільмі A&E «Ф. Т. Барнум». Еванс також брав участь у серіалах «Еллі Мак-Біл», «7-е небо» та «Полтергейст: Спадщина».
У 1999 році Еванс почав грати Тіммі в мильній опері «Пристрасті». Персонажем Еванса була лялька, яку зла відьма Табіта Ленокс оживила за допомогою магії. За роботу в серіалі він був номінований на денну премію «Еммі» у 2000 році та виграв дві нагороди «Soap Opera Digest» у 2000 та 2001 роках.
Персонаж Тіммі мав стати ангелом і залишитися присутнім у шоу, але сюжетну лінію довелося переписати після смерті Еванса.

## Фільмографія

### Кіно
| Рік  |    | Українська назва      | Оригінальна назва                    | Роль                                     |
| ---- | -- | --------------------- | ------------------------------------ | ---------------------------------------- |
| 1999 | тф | Ф.Т. Барнум           | англ. P.T. Barnum                    | Генерал Мізинчик / англ. Tom Thumb       |
| 2000 | ф  | Як Ґрінч украв Різдво | англ. How the Grinch Stole Christmas | 8-річний Ґрінч / англ. 8-year-old Grinch |

### Телебачення
| Рік       |    | Українська назва      | Оригінальна назва             | Роль                                         |
| --------- | -- | --------------------- | ----------------------------- | -------------------------------------------- |
| 1996—1997 | с  | Справи сімейні        | англ. Family Matters          | Стівіл / англ. Stevil (2 серії)              |
| 1998—1998 | с  | Еллі Мак-Біл          | англ. Ally McBeal             | Орен Кулі / англ. Oren Coolie (2 серії)      |
| 1999—1999 | мс | Гей, Арнольде!        | англ. Hey Arnold!             | третьокласник / англ. Stevil (1 епізод)      |
| 1999—1999 | с  | Полтергейст: Спадщина | англ. Poltergeist: The Legacy | істота / англ. being (1 серія)               |
| 1999—1999 | мс | Невгамовні            | англ. Rugrats                 | третьокласник / англ. third grader (1 серія) |
| 1999—1999 | с  | 7-е небо              | англ. 7th Heaven              | Адам / англ. Adam (1 серія)                  |
| 1999—2002 | с  | Пристрасті            | англ. Passions                | Тіммі Ленокс / англ. Timmy Lenox (316 серій) |

## Нагороди і номінації
| Рік  | Нагорода            | Категорія                                           | Робота       | Результат |
| ---- | ------------------- | --------------------------------------------------- | ------------ | --------- |
| 2000 | «Soap Opera Digest» | Улюблений «викрадач сцени»                          | «Пристрасті» | Перемога  |
| 2000 | Молодий актор       | Краща гра в мильній опері — молодий актор           | «Пристрасті» | Номінація |
| 2000 | YoungStar Awards    | Найкращий молодий актор/виконання в денному серіалі | «Пристрасті» | Перемога  |
| 2001 | Еммі                | Найкращий молодий актору в драматичному серіалі     | «Пристрасті» | Номінація |
| 2001 | «Soap Opera Digest» | Видатний «викрадач сцени»                           | «Пристрасті» | Перемога  |

## Смерть
5 серпня 2002 року Еванс помер під час операції з усунення вродженого захворювання серця. Його кремували, а прах поховали в меморіальному парку Форест-Лон на Голлівудських пагорбах. У день його смерті помер і його персонаж Тіммі з серіалу «Пристрасті», епізод вийшов в ефір того ж дня.